# Реймер, Анна
Анна Реймер (англ. Anna Reymer; род. 18 ноября 1985, Токороа, Уаикато) — новозеландская гребчиха, выступавшая за сборную Новой Зеландии по академической гребле в 2007—2012 годах. Бронзовая призёрка чемпионата мира, победительница многих регат национального значения, участница летних Олимпийских игр в Лондоне.

## Биография
Анна Реймер родилась 18 ноября 1985 года в городе Токороа, Новая Зеландия.
Заниматься академической греблей начала в 2005 году, проходила подготовку в клубе Cambridge RC.
Впервые заявила о себе в гребле на международной арене в сезоне 2007 года, став пятой в парных двойках на молодёжном мировом первенстве в Глазго.
Пыталась пройти отбор на летние Олимпийские игры 2008 года в Пекине, однако показанных в восьмёрках результатов оказалось недостаточно для квалификации.
В 2009 году выступила на двух этапах Кубка мира и на чемпионате мира в Познани, где в зачёте парных двоек сумела квалифицироваться лишь в утешительный финал В и расположилась в итоговом протоколе соревнований на седьмой строке.
В 2011 году в парных двойках стала шестой на этапе Кубка мира в Люцерне и завоевала бронзовую медаль на мировом первенстве в Бледе, уступив в финальном заезде только экипажам из Великобритании и Австралии.
В 2012 году в парных двойках была пятой на этапах Кубка мира в Люцерне и Мюнхене. Благодаря череде удачных выступлений удостоилась права защищать честь страны на Олимпийских играх в Лондоне. В программе двоек парных вместе с Фионой Патерсон сумела выйти в главный финал А и показала в решающем заезде пятый результат
После лондонской Олимпиады Реймер больше не показывала сколько-нибудь значимых результатов в гребле на международном уровне.